# Mount Helen (Antarktika)
Mount Helen ist ein 1370 m hoher und verschneiter Berg mit steilen, unvereisten Flanken an der Ostseite auf der Anvers-Insel im Palmer-Archipel westlich der Antarktischen Halbinsel. Er ragt 3 km südwestlich des Mount Achilles im Inselzentrum auf.
Vermessungen des Berges führte der Falkland Islands Dependencies Survey im Jahr 1955 durch. Das UK Antarctic Place-Names Committee benannte ihn 1957 nach Helena, Geliebte des Paris in Homers Ilias.